# Tvrđava Nehaj
Tvrđava Nehaj (poznata i pod nazivima Kula Nehaj te Nehajgrad) služila je kao vojna utvrda uskocima koji su je koristili kao mjesto s kojeg su branili grad Senj te pripremali napade na Turke i Mletke.

## Gradnja
Utvrda je sagrađena na brdu Trbušnjak, često poznatom i kao brdo Nehaj 1558. godine, pod nadzorom kapetana i generala hrvatske Vojne krajine Ivana Lenkovića te kapetana Herbarta VIII. von Auersperga Turjaškog. Radi djelotvornije obrane Lenković je dao do kraja porušiti sve crkve, samostane i zgrade izvan zidina Senja kako se u njima ne bi mogli utaboriti neprijatelji. Tako su za gradnju Nehaja porušeni crkva i samostan Sv. Petar i templarski samostan Sv. Jurja s istoimenom crkvom, čiji su temelji kasnije otkriveni u prizemlju Nehaja. To uz pisane dokumente potvrđuju i dijelovi arhitekture, natpisi i druge starine ugrađene u zidine današnje tvrđave.

## Odlike tvrđave
Tvrđava Nehaj je kockastog oblika, a usmjerena je prema glavnim stranama svijeta. Visoka je 18, a široka 23 m. Vanjski zidovi sagrađeni su od tesanih kamenih blokova, a debeli su od 2 do 3,3 m. Prema vrhu se sužavaju, te završavaju kruništem u kojemu je pet malih kutnih kula. U zidinama se nalazi oko stotinu puškarnica i 11 velikih topovskih otvora. Osim toga, tvrđava ima prizemlje s dvorištem i cisternom. U prizemlju se nalazi ognjište te prostorije za posadu i oružje. Posada od 100 vojnika bila je dovoljna da odbije napadače te je opsjednutom gradu Senju pružala odgovarajuću pomoć.
U unutrašnjosti se nalazi cisterna – zdenac iznad kojega su tri grba: lijevo grb kapetana Ivana Lenkovića s godinom izgradnje tvrđave, u sredini grb austrijskog nadvojvode Ferdinanda I., tadašnjeg gospodara Senja, te desno grb senjskog kapetana Herbarta VIII. Auersperga Turjaškog. U prizemlju s desne strane nalazilo se ognjište, a uokolo prostorije za vojnike i oružje. Ovdje se vide temelji male ranoromaničke crkve Sv. Jurja iz XI. st.
S vrh tvrđave su budne straže promatrale prilaze Senju s kopna i mora, te primale dimne i svjetlosne signale od svojih suradnika s otoka i obale.

## Značenje Nehaja danas
Tvrđava se danas koristi u turističke svrhe, a njen vrh služi kao izvrstan vidikovac s kojega se pruža lijep pogled na Hrvatsko primorje i otoke Rab, Goli otok, Prvić, Cres, Krk te na planine Učku i Velebit. 
U tvrđavi Nehaj postavljena je zbirka Senjski uskoci i Senjska primorska kapetanija, stalne izložbe Senjske crkve kroz povijest i Gradski i plemićki grbovi Senja. 
Tvrđavom upravlja Gradski muzej Senj.
Također, Nehaj je i simbol grada Senja te se u stiliziranom obliku nalazi i na grbu grada.

## Vanjske poveznice
- TZ Grada Senja - Tvrđava Nehaj
- Nehaj Hrvatska tehnička enciklopedija, portal hrvatske tehničke baštine. LZMK